# Amoraíta

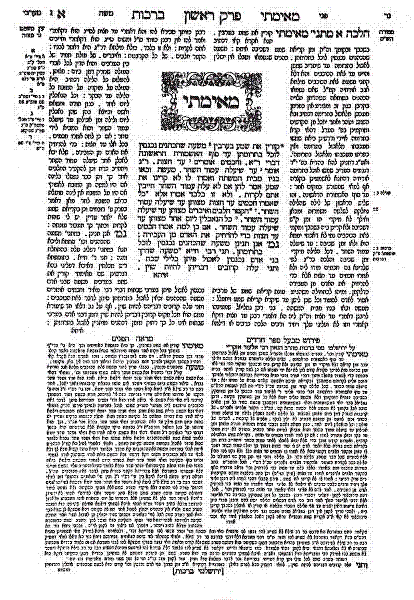
Página do Talmud onde pode se observar a divisão do conteúdo: Mixná e Guemará e suas notas marginais

Amoraím (אמוראים), singular: Amora (אמורא) cujo significado é o mesmo tanto em aramaico quanto no hebraico (orador ou intérprete), refere-se aos estudiosos ligados às Academias da Palestina (Tiberíades, Séforis e Cesareia) e da Babilônia (Neardea, Sura e Pumbedita) que atuaram no período aproximado de 300 anos (c.  200–500 d.C.). Com a conclusão da Mixná (encerramento feito por Judá o Príncipe), os Amoraím em sua época iniciaram uma sequência de exposições legais e foi por meio destes debates que a codificação da Guemará tomou forma e foi anexada à Mixná dando forma aos Talmudim; o Bavli (da Babilônia) e o Yerushalmi (de Jerusalém), os Amoraím babilônicos trabalharam na sua Guemará por um século além dos Amoraím palestinos, o Talmude Babilônico foi terminado aproximadamente em 500 d.C., conseguindo abranger mais tópicos e consequentemente ganhou mais autoridade do que o Talmude de Jerusalém.

## Observações necessárias

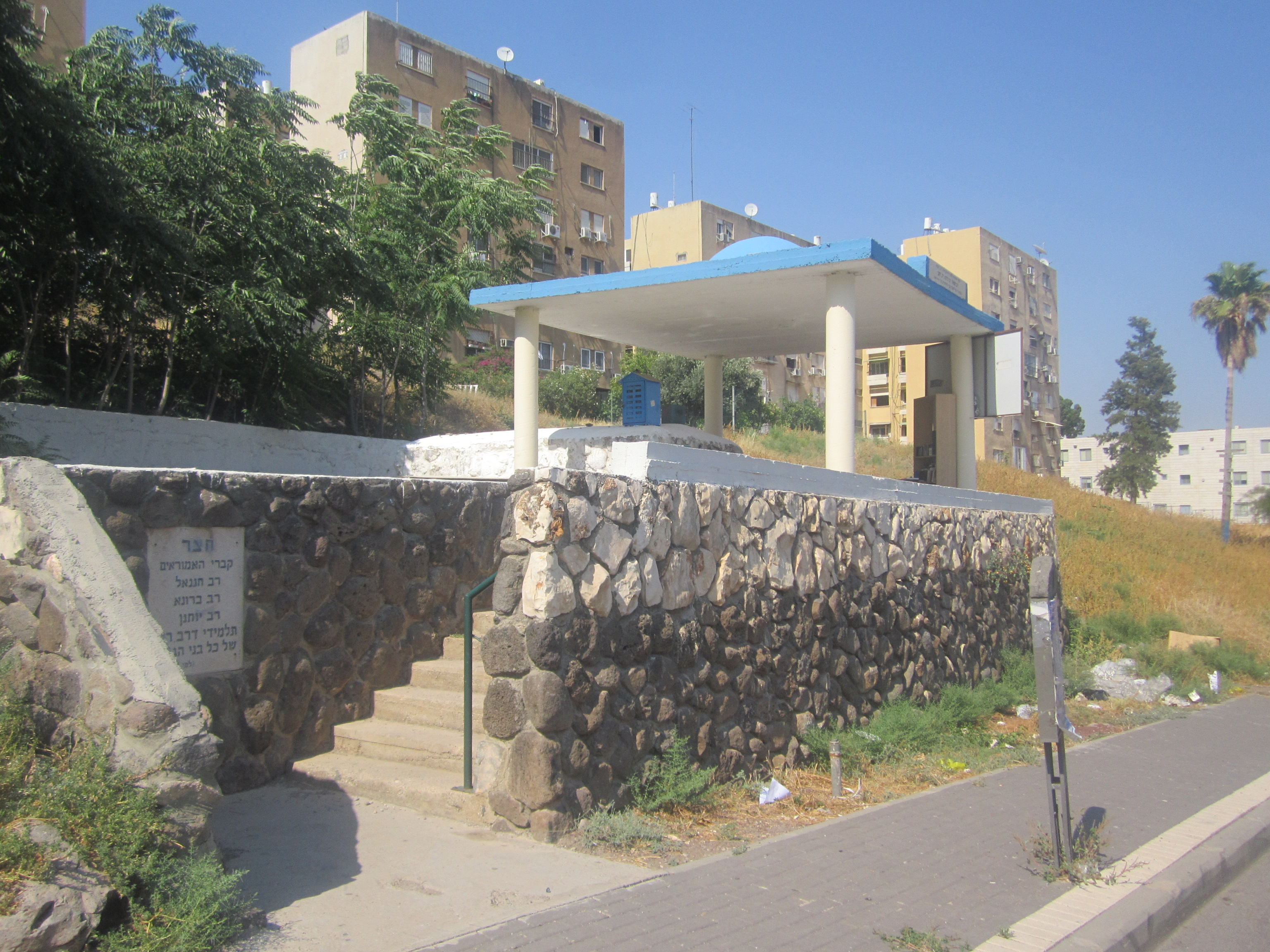
Sepultura amoraíta em Tiberíades

Por muito tempo não houve quem questionasse a tradição rabínica, no entanto, Jacob Neusner (1932–2016 d.C.), um americano estudioso académico do judaísmo, iniciou junto com seus alunos uma série de questionamentos relacionados à confiabilidade das atribuições amoraítas, em parte por não haver fontes verificáveis fora da literatura rabínica e também baseando-se nas tradições paralelas encontradas dentro das próprias fontes rabínicas. Os académicos que tratam do assunto orientam ter muita cautela em formar opiniões que pendam para qualquer lado. O consenso académico é de que as narrativas rabínicas são formuladas para servir ao propósito moral edificante ou ensinar um modo de vida ideal para o rabino, mas, não devem ser consideradas como sendo histórias diretas ou biográficas e não devem ser utilizadas para tal propósito. Todas essas considerações metodológicas dificultam um projeto de apresentação das vidas e atividades dos amoraítas, mas, as apresentações resultantes dessa crítica se beneficiarão com esses exames mais rigorosos das fontes que essa consideração metodológica exige.

## Os proeminentes Amoraitas e suas gerações
Em um sentido mais amplo, o termo Amoraita foi aplicado, tanto na Palestina quanto na Babilónia a todos os mestres que floresceram durante um período de cerca de trezentos anos, desde o tempo da morte do patriarca R. Judah I. (219 d.C.) para a conclusão do Talmude Babilônico (c. 500 d.C.). A atividade dos professores durante este período foi dedicada principalmente a expor a Mixná — a compilação do patriarca R. Judá — que se tornou o código autoritário da lei oral. Essa atividade foi desenvolvida também nas academias de Tiberíades, Séforis, Cesareia e outras na Palestina, como nas de Neardea, Sura e, mais tarde, de Pumbedita e em algumas outras sedes de aprendizagem na Babilónia. Nessas academias, o principal objetivo das palestras e discussões era interpretar a expressão muitas vezes breve e concisa da Mixná, investigar suas razões e fontes, reconciliar aparentes contradições, comparar seus cânones com os do Baraitot, aplicar suas decisões e estabelecer princípios para novos casos, tanto reais quanto fictícios, ainda não previstos na Mixná. Os professores que estavam envolvidos neste trabalho — que finalmente se tornaram incorporados na Guemará — foram apropriadamente chamados de Amoraim; ou seja, intérpretes ou expositores (da Mixná). Eles não eram tão independentes em suas opiniões e decisões legais quanto seus antecessores, os Tannaim e semi-Tannaim, já que não tinham autoridade para contradizer decisões e princípios unanimemente aceitos na própria Mixná ou no Baraitot. O amoraim palestino, ordenado como regra geral pelos nasi, tinha o título de rabino; enquanto os professores babilônicos daquele período tinham apenas o título de rab ou de mar. Os amoraim palestinos se distinguem por seu método simples de ensinar e expor a Mixná. Os babilónios entregavam-se mais a discussões dialéticas. Este foi especialmente o caso da Academia de Pumbedita, onde o método dialético atingiu seu maior desenvolvimento. A dialética dominante na academia é satirizada no provérbio: Em Pumbedita eles sabem como passar um elefante através do olho de uma agulha; isto é, por sua argumentação dialética, eles podem provar até o que é absolutamente impossível. O período dos Amoraim babilónicos é geralmente dividido em seis períodos ou gerações menores, que são determinados pelo começo e fim da atividade de seus professores mais proeminentes. O período do Amoraim palestino, sendo muito mais curto que o da Babilônia, termina com a terceira geração deste último. Frankel, em seu Mebo Yerushalmi, tratando especialmente dos palestinos Amoraim, divide-os também em seis gerações.

### Amoraítas da Palestina

#### Primeira geração: Palestina (c. 219-279)
- Jannai, o Ancião;
- Jonathan, o Ancião;
- Oshay'a, o Ancião;[14]
- Levi bar Sisi;[15]
- Ḥanina bar Ḥama;[16]
- Hezekiah;
- Johanan bar Nappaḥa;[17]
- Simon b. Laḳish;[18]
- Joshua ben Levi;
- Simlai.

#### Segunda geração: Palestina (c. 279-320)
- Eleazar ben Pedat, de Tiberíades;[19]
- Ammi and Assi, de Tiberíades;[20][21]
- Ḥiyya bar Abba;[22]
- Simeon bar Abba;
- Abbahu, de Cesárea;[23]
- Zera (or Zeira).[24]

#### Terceira geração: Palestina (c. 320-359)
- Jeremiah, em Tiberíades;[25]
- Jonah;[26]
- Jose bar Zabda.[n° 1]

Os Amoraim foram seguidos pelos Saboraim, que deram ao Talmud o seu toque final.

### Amoraítas da Babilônia

#### Primeira geração (220 - 250 e.c.)
- Abba Ariḥa - conhecido como Rav, é considerado o último tanaíta e primeiro amoraíta. Foi discípulo de Yehuda ha-Nassí, tendo se mudado de Israel para a Babilônia, onde fundou a academia rabínica da cidade de Sura.
- Shmuel - discípulo de Yehuda ha-Nassí dentre outros, foi também decano da Academia Rabínica de Nehardea.[27]
- Mar Ucva.[28]
- Yehoshua ben Levi - chefiou a escola de Lod.[29]
- Abba, o Cirurgião
- Bar Capará

#### Segunda geração (250 - 290 e.c.)
- Rav Huna - discípulo de Rav e Shmuel, foi decano da Academia Rabínica de Sura.[30]
- Rav Yehuda - discípulo de Rav e Shmuel, foi decano da Academia Rabínica de Pumbedita.[31]
- Hilel, filho de Gamliel III - discípulo e neto de Yehuda ha-Nassí, irmão mais novo de Yehuda II.
- Yehuda II - discípulo e neto de Yehuda ha-Nassí, filho e sucessor de Gamaliel III no cargo de Nassí. Algumas vezes é referido como Yehuda Nessiá (Nessiá = ha-Nassí, em aramaico) ou Rébi, como seu avô.[32]
- Adda bar Ahavá - discípulo de Rav.
- Shemuel ben Naḥmán.
- Shila, de Kfar Tamarta.
- Yitzḥak Napaḥa.

#### Terceira geração (290 - 320 e.c.)
- Raba (bar Naḥmani) - discípulo de Rav Huna e Rav Yehuda Nessiá, foi decano em Pumbedita.[33]
- Rav Yossef - discípulo de Rav Huna e Rav Yehuda Nessiá, foi decano em Pumbedita.[34]
- Rav Ḥisda - discípulo de Rav, Shmuel e Rav Huna, foi decano em Sura.[35]
- Rav Naḥmán - discípulo de Rav, Shmuel e Raba bar Avuha. Participante ativo em inúmeras discussões nas academias de Sura e Maḥuza.[36]
- Hamnuna - muitos rabinos no Talmud compartilham este nome, sendo que o mais conhecido foi um dos discípulo de Shmuel.[37]
- Yehuda III - discípulo de Rabi Yoḥanán, filho e sucessor de Gamliel IV no cargo de Nassí, neto de Rav Yehuda Nessiá.[38]
- Shimón ben Patsi
- Rav Shéshet
- Ḥanina ben Papa.[39]
- Raba bar Rav Huna

#### Quarta geração (320 - 350 e.c.)
- Abayê - discípulo de Raba, Rav Yossef e Rav Naḥmán, foi decano em Pumbedita.
- Rava - discípulo de Raba, Rav Yossef, Rav Naḥmán e possivelmente de Rabi Yoḥanán, foi decano em Maḥuza.[40]
- Hilel II - criador do atual Calendário hebraico, filho e sucessor de Yehuda III no cargo de Nassí e neto de Gamliel IV.[41]
- Rami bar Ḥama

#### Quinta geração (350 - 375 e.c.)
- Rav Naḥmán bar Yitzḥak - discípulo de Abayê e Rava, foi decano em Pumbedita.[42]
- Rav Papa - discípulo de Abayê e Rava, foi decano na academia de Naresh.[43]
- Rav Kahana - mestre de Rav Ashi
- Amemar
- Rav Hama
- Rav Huna berei deRav Yehoshua

#### Sexta geração (375 - 425 e.c.)
- Rav Ashi - discípulo de Abayê, Rava e Rav Kahana, foi decano da academia de Mata Mehassia. Primeiro redator do Talmud da Babilônia.
- Ravina I - discípulo de Abayê e Rava, contemporâneo de Rav Ashi em Mata Mehasia, onde foi seu assistente na redação do Talmud da Babilônia.[44]
- Mar Zutra

#### Sétima geração (425 - 460 e.c.)
- Mar bar Rav Ashi.[45]

#### Oitava geração (460 - 500 e.c.)
- Ravina II - discípulo de Ravina I e Rav Ashi, foi decano em Sura, onde completou a redação do Talmud da Babilônia.[44]

## Outrosamoraím
Desde a década de 70 circula a hipótese de que a redação final da Guemará babilónica, como a a conhecemos hoje, não se deu em aproximadamente (500 d.C.), mas sim cerca de 200 anos depois. Segundo esta hipótese, a guemará, à época de Ravina I e Rav Ashi era semelhante à mishná, contendo pouquíssimos registros das discussões, as quais teriam sido transmitidas oralmente através de algumas gerações de estudantes das academias rabínicas, até o surgimento dos Stamáim (anônimos), os quais teriam registrado as discussões posteriormente, entre o período de c. 550 anos até o surgimento dos Sevoraím, em meados do século VIII. Esta teoria, apresentada pelo Professor David Halivni, da Columbia University, busca explicar as diferenças encontradas entre os diversos estratos estilísticos, linguísticos e literários presentes na guemará, transferindo a datação de sua redação final para um período pós-amoraítico.